# فاکتور رونویسی

تصویر یک فعال‌کننده

فاکتور رونویسی (به انگلیسی: Transcription Factor) مجموعه‌ای از پروتئینهای مختلف است که با اتصال به راه‌انداز ژن و فعال کردن رونویسی (ژنتیک) در سلول‌ها باعث فعال شدن ژنها، ساخته شدن آران‌ای از دی‌ان‌ای و سنتز پروتئین‌های دیگر می‌شوند. فاکتورهای رونویسی با روشن یا خاموش کردن ژن‌ها اطمینان حاصل می‌کنند که آن‌ها در زمان درست و در سلول موردنظر به مقدار نیاز در طول عمر سلول و جاندار بیان می‌شوند. حداکثر ۱۶۰۰ فاکتور رونویسی در ژنوم انسان وجود دارد. به وجود آمدن جهش در فاکتورهای رونویسی می‌تواند باعث بیماری‌های خاصی شود.

## تعداد
فاکتورهای رونویسی برای تنظیم بیان ژن ضروری هستند و در تمام موجودات زنده یافت می‌شوند. به طور کلی تعداد فاکتورهای رونویسی در یک موجود با افزایش طول ژنوم افزایش می‌یابد و ژنوم‌های بزرگتر تمایل به فاکتورهای رونویسی بیشتری دارند. تقریباً حدود ۲۸۰۰ پروتئین در ژنوم انسان وجود دارد که حاوی حوزه‌های اتصال به دی‌ان‌ای هستند و عقیده داریم که ۱۶۰۰ عدد از آن‌ها به عنوان فاکتورهای رونویسی کار می‌کنند البته مطالعات دیگر نشان می‌دهند که تعداد فاکتورها کمتر از این مقدار است. بنابراین حدود ۱۰ درصد از ژن‌های ژنوم به عنوان فاکتورهای رونویسی رمزگذاری شده‌اند.

## ساز و کار
فاکتورهای رونویسی می‌توانند هم به بخش‌های افزایندهی دی‌ان‌ای و هم به بخش‌های پیش‌بر دی‌ان‌ای در مجاورت ژنهایی که تنظیم می‌کنند متصل شوند. فاکتورهای رونویسی از ساز و کارهای متفاوتی برای تنظیم بیان ژن استفاده می‌کنند.

## عملکرد
فاکتورهای رونویسی گروهی از پروتئین‌ها هستند که طرح ژنتیکی موجود در دی‌ان‌ای را خوانده و تفسیر می‌کنند. آن‌ها به دی‌ان‌ای متصل شده و به آغاز برنامه‌ی افزایش یا کاهش رونویسی ژن کمک می‌کنند. بنابراین آن‌ها برای بسیاری از فرایندهای مهم سلولی حیاتی هستند. در زیر به برخی از عملکردهای مهم که فاکتورهای رونویسی در آن‌ها نقش دارند اشاره شده است:

### مقررات رونویسی پایه
در یوکاریوتها دسته‌ی مهمی از فاکتورهای رونویسی با نام فاکتورهای رونویسی عمومی برای انجام رونویسی ضروری هستند. بسیاری از این فاکتورهای رونویسی عمومی به دی‌ان‌ای متصل نمی‌شوند بلکه بخشی از مجموعه‌ی بزرگ پیش پردازشی رونویسی هستند که به طور مستقیم با آران‌ای پلی‌مراز در تعاملند. رایج‌ترین فاکتورهای رونویسی عمومی عبارتند از:
- TFIIA
- TFIIB
- TFIID
- TFIIE
- TFIIF
- TFIIH

### تقویت افتراقی رونویسی
سایر فاکتورهای رونویسی به طور متفاوتی میزان بیان ژن‌های مختلف را با اتصال به نواحی افزایندهی دی‌ان‌ای تنظیم می‌کنند. این فاکتورهای رونویسی برای اطمینان یافتن از بیان ژن‌ها در سلول مناسب و زمان مناسب و مقدار مناسب و بسته به نیازهای متغیر آن موجود ضروری هستند.

#### تکامل
بسیاری از فاکتورهای رونویسی در موجودات چند سلولی در تکامل شرکت دارند. این عوامل رونویسی در پاسخ به محرک‌ها رونویسی ژن‌های مناسب را روشن یا خاموش می‌کنند که امکان تغییر در ریخت‌شناسی سلول یا فعالیت‌های مورد نیاز برای تعیین سرنوشت سلولی و تمایز سلولی را فراهم آورد. برای مثال فاکتور رونویسی ای که توسط ژن تعیین‌کننده‌ی جنسیت Y کدگذاری شده که نقش مهمی در تعیین جنسیت انسان دارد.

#### پاسخ به سیگنال‌های بین‌سلولی
سلول‌ها می‌توانند با یکدیگر به وسیله‌ی آزاد کردن مولکول‌هایی که آبشار سیگنالی را در سلول گیرنده‌ی دیگر ایجاد می‌کنند ارتباط برقرار کنند. استروژن نمونه ای از یک آبشار سیگنالی نسبتاً کوتاه است که فاکتور رونویسی گیرنده‌ی استروژن را درگیر می‌کند.

#### کنترل چرخه‌ی سلولی
بسیاری از فاکتورهای رونویسی به ویژه برخی از آن‌ها که پروتوانکوژن یا سرکوب‌کننده‌ی تومور هستند به تنظیم چرخه‌ی سلول کمک می‌کنند و تعیین می‌کنند که چه سلول بزرگی به دست می‌آید و چه زمانی می‌تواند به دو سلول دختر تقسیم شود.

## فعال‌سازی و سرکوب رونویسی
بسیاری از فاکتورهای رونویسی نواحی خاصی دارند که برای فعال‌سازی رونویسی ضروری است. این نواحی را به عنوان نواحی فعال‌سازی می‌شناسند. به نظر می‌رسد که این نواحی با اجزای پایه‌ی رونویسی تعامل دارند. نواحی فعال‌سازی می‌توانند به صورت مستقیم با اجزای خاص مجموعه‌ی رونویسی تعامل داشته باشند و یا به صورت غیر مستقیم با مولکول هایی که به آن‌ها هماهنگ‌کننده گفته می‌شود تعامل داشته باشند و آن مولکول ها با اجزای اصلی رونویسی ارتباط داشته باشند. چنین تعاملاتی منجر به رونویسی بهتر خواهد شد. طیف گسترده‌ای از فاکتورهای رونویسی مانع رونویسی ژن های خاصی می‌شوند که به اندازه‌ی فاکتورهای رونویسی ای که باعث فعال شدن رونویسی می‌شوند مهم هستند.

## فاکتورهای رونویسی و بیماری‌ها
فاکتورهای رونویسی از اهمیت بالینی بالایی برخوردارند زیرا جهش در آن‌ها می‌تواند موجب بیماری‌هایی خاص شود و آن‌ها می‌توانند اهداف داروها باشند. با توجه به نقش اساسی فاکتورهای رونویسی تعجبی ندارد که تغییر در آن‌ها بتواند موجب بیماری‌هایی در انسان شود. این بیماری ها را می‌توان به ۳ گروه عمده تقسیم کرد:
1. اختلالات رشدی
2. اختلالات در پاسخ هورمون
3. سرطان

### اختلالات رشدی
تعدادی از ناهنجاری‌های رشدی نتیجه‌ی جهش می‌باشد که باعث غیرفعال شدن فاکتورهای رونویسی خاصی می‌شود. برای مثال جهش در بخشی از ژن باعث می‌شود تا هیچگونه تولید هورمون رشد و پرولاکتین و تیروتروپین وجود نداشته باشد و منجر به عقب‌ماندگی ذهنی و کمبود رشد شود. جهش در CBP باعث ایجاد سندرم روبینستاین-طیبی می‌شود.

### اختلالات در پاسخ هورمون
برخی جهش‌ها می‌تواند بر طیف گسترده‌ای از گیرندههای مختلف تأثیر بگذارد.

### سرطان
رشد سلولها با فعالیت پروتئین‌های مختلفی کنترل می‌شود. گاهی موجب رشد سلول می‌شوند و گاهی از رشد آن‌ها جلوگیری می‌کنند. بنابراین سرطان می‌تواند ناشی از فعال شدن ناهنجار برخی از ژن‌های خاص باشد که عوامل رشد سلول را رمزگذاری می‌کند که به این ژن‌ها آنکوژن می‌گویند. همچنین سرطان‌ها می‌توانند از غیرفعال شدن ناهنجار ژن‌های خاصی که از رشد سلول جلوگیری می‌کنند به وجود بیایند.

## برهم‌کنش فاکتورهای رونویسی ژنتیکی با دیگر پروتئین‌ها
زمانی که رونویسی ژنتیکی در سلول انجام می‌شود فاکتور رونویسی می‌تواند با پروتئین‌های دیگر موجود در سلول از جمله با فاکتورهای رونویسی ژنتیکی دیگر برهم کنش داشته باشد. اگر دو فاکتور رونویسی ژنتیکی با یکدیگر برهم‌کنش داشته باشد سه حالت ممکن است:
1. هر دو پروتئین به راه‌انداز ژن (بخشی از دی‌ان‌ای، از نظر قرار گیری: قبل از سکانس کدکننده مربوط به ساخته شدن آران‌ای) متصل شوند.
2. فقط پروتئین اول به راه‌انداز ژن متصل شود
3. فقط پروتئین دوم به راه‌انداز ژن متصل شود.

## چند نمونه از فاکتورهای رونویسی ژنتیکی
- پروتئین‌های خانواده Wnt
- پروتئین‌های خانواده Cdx
- پروتئین‌های خانواده Sox
- پروتئین‌های خانواده Hox
- پروتئین‌های خانواده Pax
- پروتئین‌های خانواده Pbx

و …